# Karen Allison
Karen Allison – kanadyjska i amerykańska brydżystka, World Life Master (WBF).
Karen Allison była niegrającym kapitanem drużyny amerykańskiej (USA 2) na 34. Drużynowych Mistrzostwach Świata w roku 2000.

## Wyniki brydżowe

### Olimpiady
Na olimpiadach uzyskała następujące rezultaty:
| Olimpiady brydżowe. Zawody teamów | Olimpiady brydżowe. Zawody teamów | Olimpiady brydżowe. Zawody teamów | Olimpiady brydżowe. Zawody teamów | Olimpiady brydżowe. Zawody teamów | Olimpiady brydżowe. Zawody teamów |
| Rok                               | Miejsce                           | Zawody                            | Kategoria                         | Drużyna                           | Pozycja                           |
| --------------------------------- | --------------------------------- | --------------------------------- | --------------------------------- | --------------------------------- | --------------------------------- |
| 1980                              | Valkenburg                        | 6. Olimpiada Teamów               | Kobiety                           | Canada                            | 7                                 |
| 1976                              | Monte Carlo                       | 5. Olimpiada Teamów               | Open                              | Canada                            | 13                                |

### Zawody światowe
W światowych zawodach zdobyła następujące lokaty:
| Mistrzostwa Świata. Konkurencja teamów | Mistrzostwa Świata. Konkurencja teamów | Mistrzostwa Świata. Konkurencja teamów | Mistrzostwa Świata. Konkurencja teamów | Mistrzostwa Świata. Konkurencja teamów | Mistrzostwa Świata. Konkurencja teamów |
| Rok                                    | Miejsce                                | Zawody                                 | Kategoria                              | Drużyna                                | Pozycja                                |
| -------------------------------------- | -------------------------------------- | -------------------------------------- | -------------------------------------- | -------------------------------------- | -------------------------------------- |
| 2005                                   | Estoril                                | 37. Mistrzostwa Świata Teamów          | Kobiety                                | USA 2                                  | 5                                      |
| 2002                                   | Montreal                               | 11. Mistrzostwa Świata                 | Kobiety                                | Sutherlin                              | 9                                      |
| 1994                                   | Albuquerque                            | 9. Mistrzostwa Świata                  | Kobiety                                | Woolsey                                | 2                                      |

| Mistrzostwa Świata. Konkurencja par | Mistrzostwa Świata. Konkurencja par | Mistrzostwa Świata. Konkurencja par | Mistrzostwa Świata. Konkurencja par | Mistrzostwa Świata. Konkurencja par | Mistrzostwa Świata. Konkurencja par |
| Rok                                 | Miejsce                             | Zawody                              | Kategoria                           | Partner                             | Pozycja                             |
| ----------------------------------- | ----------------------------------- | ----------------------------------- | ----------------------------------- | ----------------------------------- | ----------------------------------- |
| 2002                                | Montreal                            | 11. Mistrzostwa Świata              | Kobiety                             | Peggy Sutherlin                     | 4                                   |
| 1998                                | Lille                               | 10. Mistrzostwa Świata              | Miksty                              | Steve Zolotow                       | 193                                 |
| 1990                                | Genewa                              | 8. Mistrzostwa Świata               | Kobiety                             | Judy Tucker                         | 8                                   |

## Klasyfikacja
- Karen Allison – klasyfikacja WBF (ang.)